# Eugene Dynarski
Eugene Dynarski (ur. 13 września 1933 w Brooklynie w Nowym Jorku, zm. 27 lutego 2020 w Studio City) – amerykański aktor filmowy i telewizyjny polskiego pochodzenia.

## Wybrana filmografia
- 1965: Morituri - marynarz (niewymieniony w czołówce)
- 1966: Star Trek - Ben Childress
- 1966: The Monkees (serial) - Zeppo (odc, 16), Toto (odc. 26)
- 1967: Voyage to the Bottom of the Sea - Centaur I
- 1968: In Enemy Country - Capek
- 1971: Pojedynek na szosie - mężczyzna w kawiarni
- 1974: Port lotniczy 1975 - pierwszy przyjaciel
- 1974: Trzęsienie ziemi - Fred
- 1976: Wszyscy ludzie prezydenta - pracownik sądu
- 1976: Starsky i Hutch (serial) - Vic Bellamy
- 1977: Bliskie spotkania trzeciego stopnia - Ike
- 1984: Najlepszą obroną jest atak - Gil
- 1985: Movers & Shakers - członek zarządu
- 1988: Star Trek: Następne pokolenie (serial) - Quinteros
- 1989: Włamanie - Brock
- 1996: Command & Conquer: Red Alert - Stalin
- 1989: Chłopiec poznaje świat - pan Peterman
- 2000: Z Archiwum X - Ernie Stefaniuk